# ديفيد كلاين (رجل أعمال)
ديفيد كلاين (بالإنجليزية: David Klein)‏ هو شخصية أعمال أمريكي، ولد في 1 ديسمبر 1946 في سيراكيوز في الولايات المتحدة.